# Saint-Urcisse (Tarn)
Saint-Urcisse (okzitanisch Sent Ossesi) ist eine südfranzösische Gemeinde mit 225 Einwohnern (Stand: 1. Januar 2022) im Département Tarn in der Region Okzitanien. Die Gemeinde gehört zum Arrondissement Albi und zum Kanton Vignobles et Bastides. Die Bewohner werden Saint-Urcissiens und Saint-Urcissiennes genannt.

## Lage
Saint-Urcisse liegt an der Grenze zum benachbarten Département Tarn-et-Garonne etwa 43 Kilometer westlich von Albi und etwa 22 Kilometer südöstlich von Montauban entfernt am Tescou, der die Gemeinde im Südosten begrenzt. Darüber hinaus wird die Gemeinde vom Bach Nadalou und verschiedenen anderen kleinen Wasserläufen entwässert.
Umgeben wird Saint-Urcisse von den Nachbargemeinden Montdurausse im Norden und Nordwesten, La Sauzière-Saint-Jean im Osten und Nordosten, Montgaillard im Süden sowie Verlhac-Tescou (Tarn-et-Garonne) im Westen.

## Bevölkerungsentwicklung
| Jahr                       | 1962 | 1968 | 1975 | 1982 | 1990 | 1999 | 2006 | 2013 | 2020 |
| Einwohner                  | 251  | 251  | 221  | 202  | 176  | 177  | 212  | 222  | 219  |
| Quellen: Cassini und INSEE |      |      |      |      |      |      |      |      |      |

## Sehenswürdigkeiten
- Die Kirche Saint-Salvy im Zentrum des Dorfes wurde zerstört und 1750 mit Steinen der Kirchen Notre-Dame du Cayre und Saint-Gervais wieder aufgebaut. Die Kirche im gotischen Stil besteht aus einem quadratischen Glockenturm und Kreuzgratgewölben. Im Jahr 1874 wurde der Kirche ein polygonaler Altarraum angebaut. Der Chor ist mit Fresken von Nicolas Greschny verziert.
- Die Kirche Notre-Dame du Cayre wurde im 18. Jahrhundert abgerissen und 1806 wieder errichtet.
- Das Schloss Saint-Urcisse datiert aus dem frühen 18. Jahrhundert und ist seit 1998 als Monument historique eingeschrieben.